# Keilbachia orthonema
Keilbachia orthonema är en tvåvingeart som beskrevs av Heikki Hippa och Pekka Vilkamaa 2007. Keilbachia orthonema ingår i släktet Keilbachia och familjen sorgmyggor. Inga underarter finns listade i Catalogue of Life.